# Пука-Пука
Пука-Пука (фр. Puka Puka, 14°49′ ю. ш. 138°48′ з. д.) — коралловый атолл в северо-восточной части архипелага Туамоту. Атолл плоский и засушливый.

## География
Пука-Пука является наиболее изолированным атоллом архипелага Туамоту. Он расположен в северо-восточной части Туамоту в 260 км на юго-восток от атолла Напука и в 183 км на северо-восток от атолла Факахина. Иногда Пука-Пука вместе с Напукой и Северным Тепото включают в островную подгруппу Дезаппуэнтман. В геологическом отношении атолл представляет собой окружённую рифами вершину подводной горы, расположенной в западной части подводного хребта Пука-Пука. Имеет эллиптическую форму с максимальной длиной 5,7 км и шириной около 3 км, общей площадью суши около 4 км². Центральная лагуна очень мелкая и медленно заполняется отложениями.

## История
Пука-Пука был первым из островов Океании, которые открыл Фернан Магеллан в 1521 году (тогда как другие острова архипелага Туамоту были открыты Педро Киросом лишь в 1606 году). В 1947 году Тур Хейердал во время своего путешествия на Кон-Тики первым из островов Океании увидел именно атолл Пука-Пука. В 1996 году Пука-Пука был разорён тайфуном, но с французской помощью посёлок Те Оне Махина был отстроен заново.

## Административное деление
Остров Пука-Пука — коммуна, входящая в состав административного подразделения Туамоту-Гамбье.

## Население
Согласно переписи 2007 года, на острове живут 157 человек. Главный посёлок — Те-Оне-Махина, в котором живут 110 человек.

## Язык
В отличие от других островов Туамоту, распространённый на острове пукапукский язык относится к маркизской подгруппе полинезийских языков.